# Панагулиас, Алкетас
Алке́тас Панагу́лиас (греч. Αλκέτας Παναγούλιας, 30 марта 1934, Салоники, Греция — 18 июня 2012, штат Виргиния, США) — греческий футболист и тренер.

## Карьера
Большую часть игровой карьеры провел в «Арисе». В 1962 году Панагулиас переехал на учёбу в США, где он несколько лет играл за местную греческую команду. В ней же он начал свою тренерскую карьеру. В 1972 году специалист вернулся на родину и вошел в тренерский штаб сборной Греции. Вскоре Панагулиас самостоятельно возглавил её. С небольшим перерывом тренер проработал с национальной командой восемь лет. За это время греки добились серьёзного прогресса в игре и в 1980 году впервые в истории пробились на Чемпионат Европы, который проходил в Италии.
После работы со сборной, Панагулиас возглавил «Олимпиакос», который он дважды приводил к победе в чемпионате страны. В 1983 году грек вернулся в США, где он был назначен на пост главного тренера местной сборной. Через год Панагулиас руководил американцами на домашних Олимпийских играх в Лос-Анджелесе.
В 1985 году специалист во второй раз возглавил «Олимпиакос», который вернул ему титул чемпиона страны. В 1992 году Панагулиас снова стал наставником сборной Греции и вскоре впервые вывел её на мундиаль. После неудачного американского Чемпионата мира специалист покинул «эллинов». Завершал свою тренерскую карьеру карьеру он в «Ираклисе» и «Арисе».

## Политическая деятельность
В 2002 году Панагулиас являлся Президентом клуба «Арис». В 2004 году отвечал за футбольный турнир на Олимпиаде в Афинах. Входил в городской совет родных Салоников. Несколько раз бывший тренер баллотировался в греческий Парламент и Европарламент. В последние годы он работал инструктором ФИФА.
Являлся членом Американо-греческого института.
18 июня 2012 года Алкетас Панагулиас скончался в США на 79-м году жизни.

## Достижения
- Чемпионат Греции (3): 1981/82, 1982/83, 1986/87
- Финалист Кубка Греции: 1985/86